# Jan Peder Lamm
Jan Peder Erik Lamm, född den 27 oktober 1935 i Sollefteå församling i Västernorrlands län, död 15 juni 2020 i Lidingö distrikt i Stockholms län, var en svensk arkeolog.
Lamm disputerade 1973 vid Stockholms universitet på en avhandling om ett folkvandringstida gravfält vid Viken nära Drottningholms slott på Lovö. Han forskade därefter i huvudsak kring den nordiska järnåldern, särskilt folkvandringstiden, men också kring gotländska bildstenar, litauisk arkeologi och medeltida tegeltillverkning.
Lamm undervisade som docent vid Stockholms universitet och var sedan förste antikvarie och forskningschef vid Statens historiska museum. I årtionden medverkade han även i Helgö-projektet och redaktionskommittén för tidskriften Fornvännen. År 2001 mottog Lamm festskriften Vi får tacka Lamm (Statens historiska museum, Studies 10) vari hans bibliografi för åren 1960–2001 ingår.
Lamms farfars far var Jacques Lamm. Han var gift med arkeologen Kristina Lamm och far till antikvitetskännaren Peder Lamm.
Jan Peder Lamm är begravd på Västerhaninge kyrkogård i samma grav som sin farmors föräldrar, Gustaf Upmark och Eva Upmark.